# Dominique Bourel
Dominique Bourel, est un philosophe et historien, né le 25 janvier 1952 à Offenbourg.

## Biographie
Il est né en Allemagne en 1952, d'une famille française. Son père dirige à Offembourg  un centre de rencontres franco-allemandes. La famille de sa mère vient des papeteries Lafuma. La famille de son père avait aussi une imprimerie. Il commence ses études supérieures en France à Paris Sorbonne, y étudiant la philosophie et l’histoire des religions. Puis il les poursuit en Allemagne à Heidelberg et enfin aux Etats-Unis à l'université Harvard. Il est diplômé de l’École pratique des hautes études sous la direction de Richard Stauffer, et également docteur en philosophie, et docteur ès lettres depuis 1994 sous la direction de Pierre Chaunu.
Puis il est notamment directeur du Centre de recherche français à Jérusalem, de 1996 à 2004,. Il entre au CNRS en 1981, et y devient directeur de recherche
Il est devenu un spécialiste du judaïsme allemand, auteur de nombreux articles. Il a écrit une biographie du philosophe Moses Mendelssohn publié par Gallimard, en 2004, puis un ouvrage de référence sur Martin Buber, publié en 2015 chez Albin Michel,.

## Publications
- De Königsberg à Paris : la réception de Kant en France (1788-1804), avec François Azouvi, Paris Vrin 1991.  (ISBN 2-7116-1066-7).
- Moses Mendelssohn. La naissance du judaïsme moderne, Paris, Gallimard, 2004.  (ISBN 2070729982)[6],[7]
- Martin Buber, Sentinelle de l’humanité, Paris, Albin Michel, 2015.  (ISBN 2226257004)